# Sáfrányfejű papagáj
A sáfrányfejű papagáj (Pyrilia pyrilia) a madarak osztályának papagájalakúak (Psittaciformes) rendjébe, a papagájfélék (Psittacidae) családjába és az araformák (Arinae) alcsaládjába tartozó faj.

## Rendszerezése
A fajt Charles Lucien Jules Laurent Bonaparte francia ornitológus írta le 1853-ban, a Psittacus nembe Psittacula pyrilia néven. Egyes szervezetek a Pionopsitta nembe sorolják Pionopsitta pyrilia néven. Sorolták a Gypopsitta nembe Gypopsitta pyrilia néven is.

## Előfordulása
Panama, Ecuador, Kolumbia és Venezuela területén honos. Természetes élőhelyei a szubtrópusi vagy trópusi síkvidéki és hegyi esőerdők. Állandó, nem vonuló faj.

## Megjelenése
Átlagos testhossza 24 centiméter.

## Természetvédelmi helyzete
Az elterjedési területe nagy, egyedszáma 4700 körüli és csökken. A Természetvédelmi Világszövetség Vörös listáján mérsékelten fenyegetett fajként szerepel.